# كيوماب
كانت كيوماب (بالإنجليزية: QMAP)‏ عبارة عن تجربة بالون لقياس تباين خلفية الموجات الكونية الميكروية. طار مرتين في عام 1996، واستخدم مع مسح متشابك للسماء لإنتاج خرائط الخلفية الكونية الميكروية (CMB).
تم استخدام الجندول لاحقًا لعمليات الرصد الأرضية كتجربة MAT / TOCO ؛ سميت بهذا الاسم لأن الأداة كانت تسمى تلسكوب تباين الخواص المتحرك وتم وضعها في سيرو توكو في جبال الأنديز التشيلية. كانت أول تجربة من نوعها لتحديد موضع أول قمة صوتية 